# William Ralph Prescott
William Ralph Prescott, britanski general, * 6. april 1896, † 5. april 1982.